# Carausius (djur)
Carausius är ett släkte av insekter. Carausius ingår i familjen Phasmatidae.

## Dottertaxa tillCarausius, i alfabetisk ordning[1]
- Carausius abbreviatus
- Carausius abdominalis
- Carausius albopictus
- Carausius alluaudi
- Carausius appetens
- Carausius basalis
- Carausius baumei
- Carausius bolivari
- Carausius bracatus
- Carausius burri
- Carausius chani
- Carausius crawangensis
- Carausius cristatus
- Carausius debilis
- Carausius detractus
- Carausius emeiensis
- Carausius exsul
- Carausius femoralis
- Carausius fruhstorferi
- Carausius furcillatus
- Carausius gardineri
- Carausius globosus
- Carausius gracicercatus
- Carausius granulatus
- Carausius guangdongensis
- Carausius heinrichi
- Carausius hilaris
- Carausius imbellis
- Carausius insolens
- Carausius irregulariterlobatus
- Carausius juvenilis
- Carausius lijiangensis
- Carausius lobulatipes
- Carausius mancus
- Carausius minutus
- Carausius mirabilis
- Carausius morosus
- Carausius nodosus
- Carausius patruclis
- Carausius paucigranulatus
- Carausius proximus
- Carausius pustulosus
- Carausius rotundatolobatus
- Carausius rudissimus
- Carausius rugosus
- Carausius sanguineoligatus
- Carausius scotti
- Carausius sechellensis
- Carausius serratus
- Carausius siamensis
- Carausius sikkimensis
- Carausius simplex
- Carausius spinosus
- Carausius strumosus
- Carausius tanahrataensis
- Carausius thailandi
- Carausius theiseni
- Carausius thoracius
- Carausius undatus
- Carausius vacillans
- Carausius virgo